# Münchwilen (huyện)

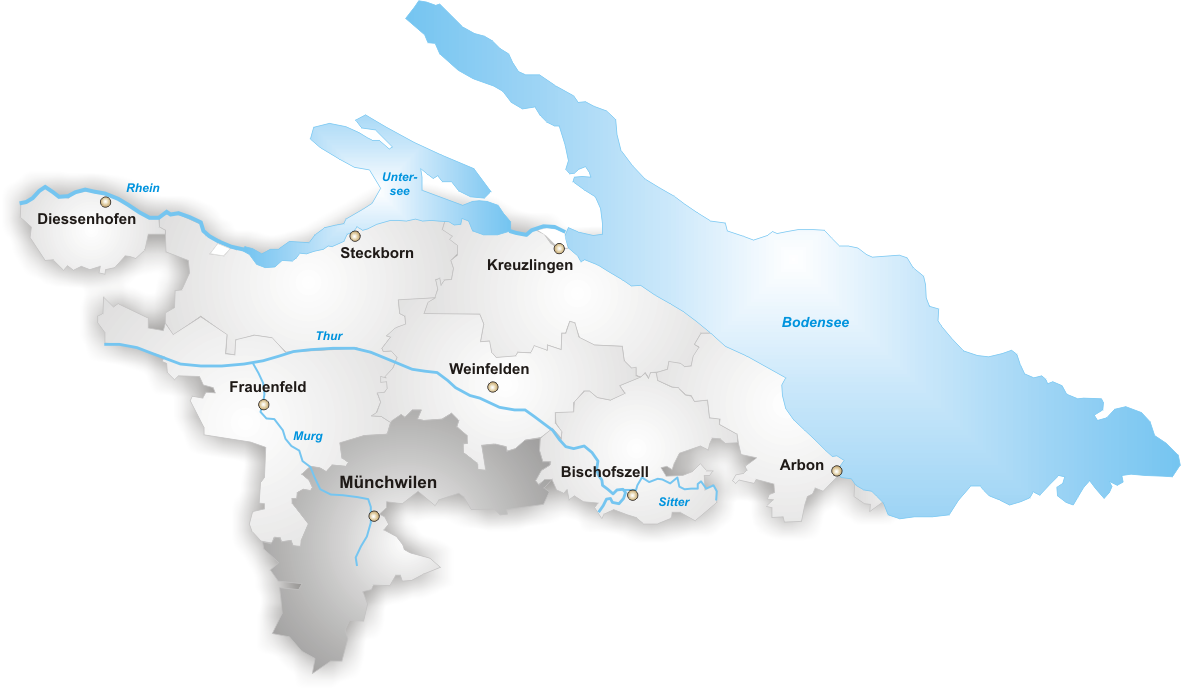
Huyện Münchwilen

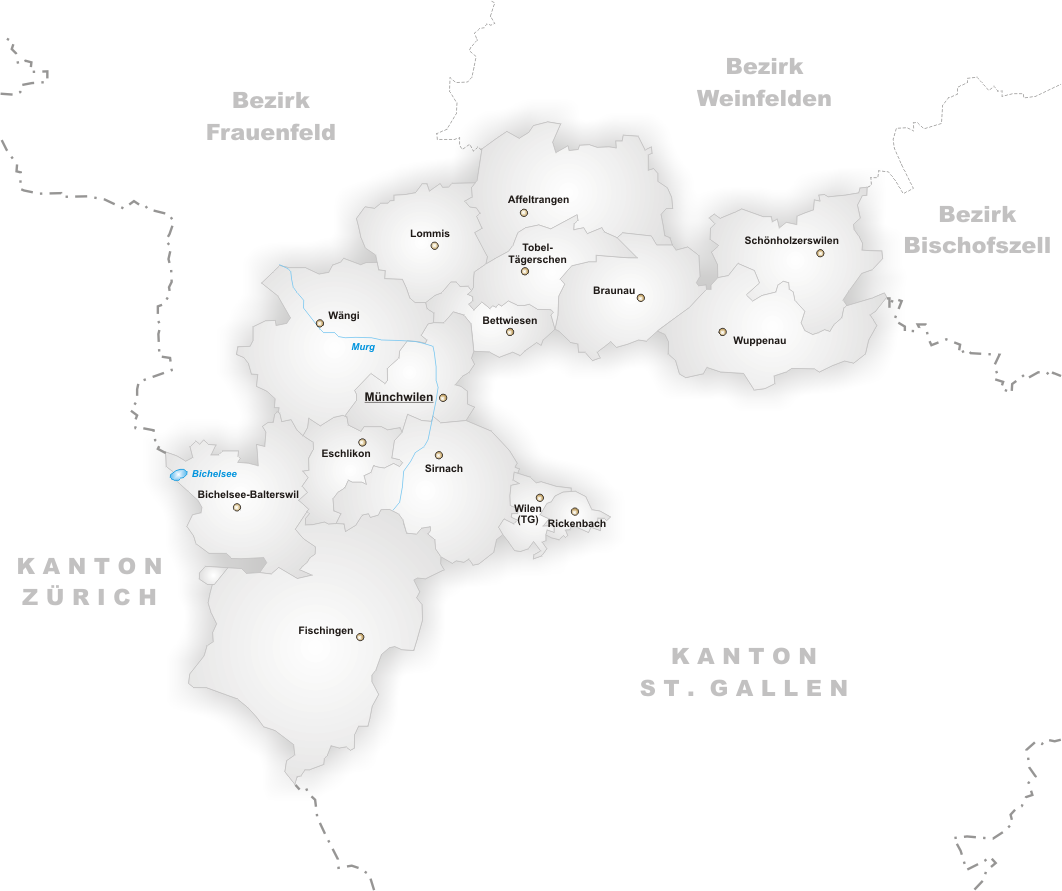
Các đô thị của Münchwilen

Münchwilen là một trong 8 huyện thuộc tổng Thurgau, Thụy Sĩ. Thủ phủ là thị xã Münchwilen.
Huyện này có các đô thị sau:
| Đô thị               | Dân số (31 Dec 2007) | Diện tích, km² |
| Affeltrangen         | 2246                 | 14,4           |
| Bettwiesen           | 1046                 | 3,8            |
| Bichelsee-Balterswil | 2461                 | 12,1           |
| Braunau              | 673                  | 9,2            |
| Eschlikon            | 3690                 | 6,2            |
| Fischingen           | 2569                 | 30.7           |
| Lommis               | 1049                 | 8,6            |
| Münchwilen           | 4618                 | 7,8            |
| Rickenbach           | 2451                 | 1,6            |
| Schönholzerswilen    | 751                  | 10,9           |
| Sirnach              | 6702                 | 12,4           |
| Tobel-Tägerschen     | 1351                 | 7,0            |
| Wängi                | 4059                 | 16,4           |
| Wilen                | 2029                 | 2,2            |
| Wuppenau             | 1008                 | 12,1           |
| Total                | 36,703               | 155.4          |

Bản mẫu:Districts of Thurgau